# Patala (città)
Patala è una suddivisione dell'India, classificata come nagar panchayat, di 9.730 abitanti, situata nel distretto di Ghaziabad, nello stato federato dell'Uttar Pradesh.